# Praça Darbar (Bhaktapur)

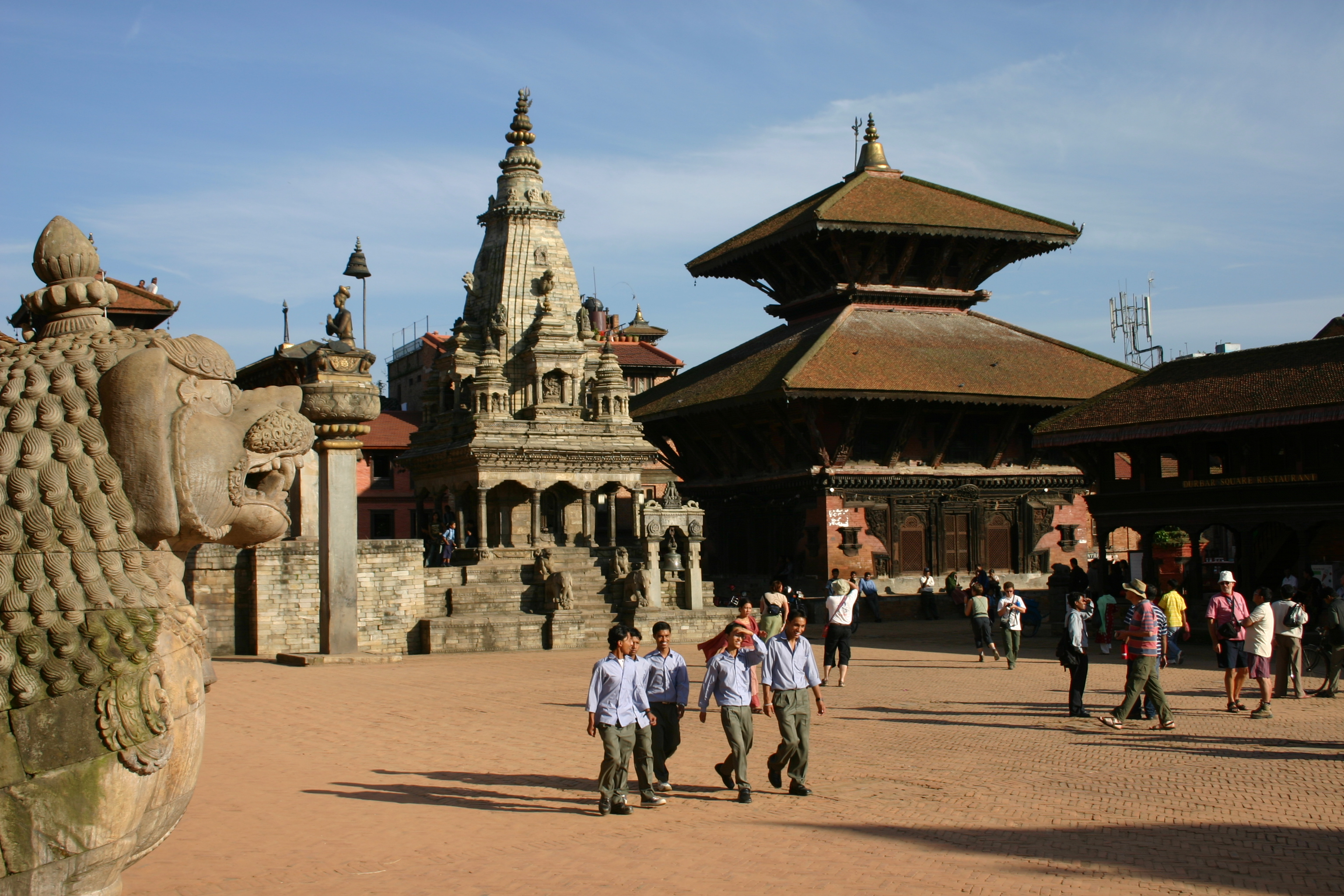
Praça Darbar em 2004

A Praça Darbar (em inglês: Darbar Square ou Durbar Square) é um conjunto de pelo menos quatro praças em frente ao palácio real do antigo reino de Bhaktapur. É uma das três praças Darbar no vale de Catmandu, no Nepal, as quais fazem parte do Património Mundial da UNESCO.
A praça Darbar está localizada na atual cidade de Bhaktapur, que fica 13 km a leste de Catmandu. Enquanto o complexo é composto de pelo menos quatro praça distintas (praça Darbar, praça Taumadhi, praça Dattatreya e praça Olaria) , o conjunto é informalmente conhecido como o praça Darbar, sendo um local muito visitado no vale de Catmandu.

## Disposição
Na praça Durbar está localizado o antigo palácio real, com suas 55 janelas, que foi construído pelo rei Jitamitra Malla e foi a residencia da realeza até 1769, sendo agora uma Museu Nacional, ele fica perto do Golden Gate, que conduz ao Templo Taleju. Este templo, como outros nas principais cidades do vale de Catmandu, é dedicado à deusa Taleju Bhawani e inclui santuários tanto a Bhawani Taleju como a Kumari.
A entrada para o templo é restrito para os hindus e é expressamente proibido fotografar as  estátuas da deusa.
As praças da praça Durbar são rodeadas por uma arquitetura espetacular e vividamente mostra as habilidades dos artistas e artesãos Neuaris‎ ao longo de vários séculos. O palácio real estava originalmente situado na praça Dattaraya e só mais tarde mudou-se para o atual lugar.

## História
A praça Darbar de Bhaktapur foi severamente danificada por um terremoto em 1934 e, portanto, parece mais espaçosa do que as outras localizadas em Catmandu e em Patan. 
Originalmente, havia 99 pátios ligados a este lugar, mas agora apenas seis permanecem. Antes do terremoto, havia três grupos distintos de templos. Mas atualmente, o lugar em si é cercada apenas por edifícios que sobreviveram ao terremoto.